# Црква Светог Николе у Барајеву
Црква Светог Николе у Барајеву, насељеном месту на територији општине Барајево, подигнута је 1903. године, припада Епархији шумадијској Српске православне цркве.